# Eupalamides geron
Eupalamides geron é uma mariposa da família Castniidae. Cinco espécies de Castniidae são relatadas da Reserva Natural Laguna Blanca, Paraguai na interface das zonas do Cerrado e Mata Atlântica, incluindo E geron, uma espécie anteriormente considerada endêmica no Brasil.